# Мьорбюлонга (община)
Мьорбюлонга (на шведски: Mörbylånga kommun) е община разположена в лен Калмар, южна Швеция с обща площ 671 km2 и население 14 368 души (към 31 декември 2013). Общината е разположена в южната част на остров Йоланд и на север граничи с община Борихолм. Административен център на община Мьорбюлонга е едноименния град Мьорбюлонга, докато града с най-голямо население е Ферестаден.
На територията на община Мьорбюлонга се разполагат няколко исторически паметници, като важна историческа забележителност представлява крепостта Екеторп. Почти цялата южна част на общината е в списъка на световното културно и природно наследство на ЮНЕСКО под името „Аграрен район на Южен Йоланд“. Причината е историческото населяване на областта от хилядолетия, както и специфичните климатични условия.
Голяма част от общината включва регион известен като Стура Алварет, отличаващ се с множество еднемични и редки биологични видове.

## Население
Населението на община Мьорбюлонга през последните няколко десетилетия е относително постоянно, с лека тенденция към нарастване. Гъстотата на населението е 21,45 д/km2.
| Население на община Мьорбюлонга в годините между 1970 и 2010 | Население на община Мьорбюлонга в годините между 1970 и 2010 | Население на община Мьорбюлонга в годините между 1970 и 2010 | Население на община Мьорбюлонга в годините между 1970 и 2010 | Население на община Мьорбюлонга в годините между 1970 и 2010 |
| ------------------------------------------------------------ | ------------------------------------------------------------ | ------------------------------------------------------------ | ------------------------------------------------------------ | ------------------------------------------------------------ |
| Година                                                       |                                                              |                                                              | Население                                                    |                                                              |
| 1970                                                         | 1970                                                         |                                                              | 9898                                                         | 9898                                                         |
| 1975                                                         | 1975                                                         |                                                              | 11 383                                                       | 11 383                                                       |
| 1980                                                         | 1980                                                         |                                                              | 12 613                                                       | 12 613                                                       |
| 1985                                                         | 1985                                                         |                                                              | 12 707                                                       | 12 707                                                       |
| 1990                                                         | 1990                                                         |                                                              | 13 447                                                       | 13 447                                                       |
| 1995                                                         | 1995                                                         |                                                              | 13 802                                                       | 13 802                                                       |
| 2000                                                         | 2000                                                         |                                                              | 13 442                                                       | 13 442                                                       |
| 2005                                                         | 2005                                                         |                                                              | 13 405                                                       | 13 405                                                       |
| 2010                                                         | 2010                                                         |                                                              | 14 021                                                       | 14 021                                                       |
| Източник: SCB - Преброяване по регион и време                |                                                              |                                                              |                                                              |                                                              |

## История
Община Мьорбюлонга е формирана през 1974 година. Първоначално от 1862 година, в рамките на общината се разполагат 18 отделни административни единици, сукен (на шведски: socken), наречени според основното населено място — „Алгутструмс сукен“ (Algutsrums socken), „Вентлинге сукен“ (Ventlinge socken), „Виклебю сукен“ (Vickleby socken), „Гльоминге сукен“ (Glömminge socken), „Гордбю сукен“ (Gårdby socken), „Гресгордс сукен“ (Gräsgårds socken), „Кастльоса сукен“ (Kastlösa socken), „Мьорбюлонга сукен“ (Mörbylånga socken), „Нора Мьоклебю сукен“ (Norra Möckleby socken), „Ос сукен“ (Ås socken), „Ресму сукен“ (Resmo socken), „Сандбю сукен“ (Sandby socken), „Сегерштадс сукен“ (Segerstads socken), „Смедбю сукен“ (Smedby socken), „Стеноса сукен“ (Stenåsa socken), „Сьодра Мьоклебю сукен“ (Södra Möckleby socken), „Торшлунда сукен“ (Torslunda socken) и „Хултерстадс сукен“ (Hulterstads socken). След административна реформа през 1952 година, те се обединяват в три по-големи административни региони, така наречените големи общини (на шведски: landskommun) — „Мьорбюлонга ландскомун“ (Mörbylånga landskommun), „Отенбю ландскомун“ (Ottenby landskommun) и „Торшлунда ландскомун“ (Torslunda landskommun).
По-късно през 1967 година два от новите региони („Отенбю ландскомун“ и „Мьорбюлонга ландскомун“) са обединени, а през 1974 година след присъединяване и на третия регион, общината добива окончателен вид.
На 7 юли 2009, паралелно с изборите за Европейски парламент, към жителите на общините Мьорбюлонга и Борихолм е отправено допитване за сливане на двете общини на остров Йоланд в рамките на една административна единица. Резултатът от допитването е 56 % отрицателен вот, което е причина общините да останат отделени една от друга.

## Селищни центрове в общината
Селищните центрове (на шведски: tätort) в община Мьорбюлонга са 9 и към 31 декември 2010 година имат население съответно:
| # | Селищен център           | Население към 31 декември 2010 |
| - | ------------------------ | ------------------------------ |
| 1 | Ферестаден (Färjestaden) | 5018                           |
| 2 | Мьорбюлонга (Mörbylånga) | 1780                           |
| 3 | Скугсбю (Skogsby)        | 569                            |
| 4 | Алгутсрум (Algutsrum)    | 532                            |
| 5 | Дегерхамн (Degerhamn)    | 331                            |
| 6 | Виклебю (Vickleby)       | 320                            |
| 7 | Гордбю (Gårdby)          | 257                            |
| 8 | Аронторп (Arontorp)      | 233                            |
| 9 | Кастльоса (Kastlösa)     | 201                            |

Административният център на община Мьорбюлонга е удебелен.
В общината има и няколко много малки населени места (на шведски: småort), които по дефиниция имат население между 50 и 199 души. Такива към дата 31 декември 2005 година са :
- Албруна (Albrunna) – 55 души,
- Гльоминге (Glömminge) – 179 души,
- Грьонхьоген (Grönhögen) – 183 души,
- Нора Мьоклебю (Norra Möckleby) – 179 души

и редица още по-малки селища.